# Genèves internationella flygplats
Genèves internationella flygplats är staden Genèves internationella flygplats, och den ligger 5 km från stadens centrum. Den ligger inom Schweiz men har både fransk och schweizisk passkontroll. Gränsen mellan Schweiz och Frankrike går bredvid banan. Flygplatsen har en enda bana som är 3900 meter lång, vilket är Schweiz längsta.
Det finns två terminaler. Terminal 1 är huvudterminalen och all ombord- och avstigning sker här. Terminal 2 är den äldsta terminalen och används endast för incheckning av charterturister under vintersäsongen, även om dessa passagerare bussas till huvudterminalen efter incheckning.
Flygplatsen fungerar som om den låg både i Frankrike och Schweiz. Flyg till och från destinationer i Frankrike använder terminal F, "franska sektorn", och man kan åka buss, taxi eller bil mellan den och Frankrike utan att passera schweizisk pass- eller tullkontroll. Det finns en väg utan avfarter eller korsningar till gränsen. Detta liknar Basel-Mulhouse-Freiburg flygplats som dock ligger på franska sidan.
Det finns tåg från flygplatsen till Genève. Bussar går till skiddestinationer.
Flygplatsen är vanlig för svenskar som kommer med flyg på vintern och ska till franska skidorter. Schweiz gick med i Schengensamarbetet 2008, vilket tillämpades för flygplatser från och med 29 mars 2009. Dessa resenärer använder numera den schweiziska sektorn, eftersom bilresan söderut blir mycket kortare genom Genève.
Under 2013 var passagerarantalet 14 019 000 samt 188 800 flygplansrörelser.

## Historia
Som en del av den federala regeringens planering av landets flygplatser efter kriget identifierades Genève som en av fyra större stadsflygplatser som skulle utgöra den första nivån i systemet. Quantrine ansågs vara väl lämpat för expansion och krävde inte en triangulär landningsbana eftersom de förhärskande vindarna blåser mycket regelbundet längs en enda axel. [9] Myndigheterna godkände ett projekt på 2,3 miljoner CHF för att bygga Genèves första terminal, och 1946 var den nya terminalen, som nu används som Terminal 2, klar att tas i bruk och landningsbanan förlängdes ännu en gång till 2 000 meter.

## Landtransport

### Tåg
Flygplatsen ligger 4 km (2,5 mi) från centrala Genève. Det finns en järnvägsstation här, varifrån tåg avgår till Genève-Cornavin station och andra städer i Schweiz. 

### Buss
Lokala bussar stannar vid flygplatsen. Det finns också bussar till och från Annecy i Frankrike, samt säsongsbussar till skidorten Chamonix i Frankrike och skidorterna i Schweiz. Många transferbolag organiserar delad transfer till många franska skidorter på vintern. På den närbelägna charterterminalen (fd. fraktterminalen) möter dussintals bussar charterflyg från hela Europa, men främst från Storbritannien, under vinterhelgerna. De tar semesterfirare till skidorter i Frankrike, Schweiz och Italien. Bussar tenderar att byta från den schweiziska sektorn eftersom detta förkortar avståndet till de flesta destinationer.